# Vol Sriwijaya Air 182
El 9 de gener de 2021, el Boeing 737 Classic del Vol Sriwijaya Air 182 amb destinació a Pontianak va desaparèixer dels radars quatre minuts després del seu enlairament de l'aeroport internacional Soekarno-Hatta de Jakarta (Indonèsia), i va caure al mar de Java, a aproximadament 20 quilòmetres (11 milles nàutiques) al nord de l'aeroport.

## L'aparell
L'avió és un Boeing 737-500 matriculat PK-CLC, batejat Citra per Sriwijaya Air que l'utilitzava des de 2012. Efectua el seu primer vol el maig de 1994 i és lliurat en origen a la Continental Airlines. És equipat amb dos turboreactors CFM56-3C1.

## Detalls del vol

Trajecte de l'avió

L'enlairament de l'aeroport internacional Soekarno-Hatta de Jakarta estava previst a les 7 h 10 UTC però no va tenir lloc fins a les 7 h 36, a causa de la pluja. Havia d'aterrar a l'aeroport Supadio de Pontianak a les 8 h 50.
L'avió passa a 3.300 m (aproximadament 11.000 peus) en pujada quan es desvia bruscament cap a la dreta i perd més de 3.000 m (10.000 peus) en un minut, abans de la pèrdua de contacte a les 7 h 40.

## Passatgers i tripulació
Hi havia 62 persones a bord: 56 passatgers dels quals set nens, tres nadons i sis membres de la companyia que volaven com a passatgers, així com sis membres de tripulació, tots indonesis.
La tripulació està formada pel comandant de bord Afwan i del copilot Diego M., així com quatre auxiliars de vol.

## Investigació i salvament
La marina indonèsia indica ràpidament que han pogut ser establertes les coordenades de l'impacte. Són desplegats vaixells entre les illes de Laki i de Lancang, a les Illes Seribu.

Uns pescadors testifiquen haver observat l'accident: 
| « | L’avió va caure com un llamp al mar i va explotar a l’aigua. Era molt a prop nostre, els trossos d'algun tipus de fusta contraxapada gairebé van colpejar la meva nau. | » |

 Les primeres restes es troben ràpidament 
| « | Vam trobar cables, un tros de texans i trossos de metall | » |

.
El 10 de gener de 2021, un senyal és detectat per un vaixell de la marina indonèsia. Els submarinistes de l'equip de salvament es dirigeix cap al senyal i indica haver trobat el naufragi de l'avió, cap a 23 metres de profunditat, i localitzat les dues caixes negres. Igualment es troben restes humanes i roba, així com peces que porten números d'identificació.
El 12 de gener, els submarinistes recuperen la caixa negra i investiguen la gravació de les converses de la cabina de pilotatge, que havia perdut la seva balisa.